# 林悌
林悌（1549年—1587年），字子顺，号白湖，朝鲜王朝初期小说家，生于罗州，父亲是朝鲜节度使林晋。林悌二十八岁中进士。早年师从大学者成浑。老师谢世后，他变得对世事名利淡泊，自我放纵与山野。林悌为人耿直，与当时朝鲜党派相争的社会格格不入。相传他就任平安道都事途中，曾特意寻访黄真伊的墓地，并即兴为她作了一首时调，遭到朝鲜士大夫文人的非议。林悌民族感很强，反对崇尚中国文化，也反对称朝鲜是“小中华”。他经常戏称如果自己生在中国的六朝时代必是一代帝王。:804-805:232-233:98

## 文学作品
林悌的小说作品有《元生梦游录》、《愁城志》、《花史》和《鼠狱说》，都是表现对现实政治不满的作品。《元生梦游录》是他20岁时所作，以世祖篡位，谋害端宗和杀戮忠臣为题材。在这个作品中主人公元子虚在仲秋之夜，梦游到仙界，在那里遇见了一位贤君（被世祖处死的端宗）和六位忠臣（“死六臣”）:768-769:232-233:99-100。
《愁城志》是一部特殊的寓言小说，取材于历史上杰出人才得不到见用，忠臣遭贬的故事。天君长期不能解决冤假错案，忧心忡忡，使得无数冤魂聚集在愁城的四个城门“忠义门”、“壮烈门”、“无辜门”、“别离门”之内。最后“三州大都督驱愁大将军”率军攻克愁城，意为借酒消愁。作品借古讽今，表达了作者对当时多才之士报效无门的愤慨，曾受到许筠的高度赞扬。:233-234:101-102
《花史》取材于中国历史，以编年体的形式通过将花草拟人化的艺术手法，描写了一部“花之王国兴亡史”，揭露和暗喻了当时封建统治者的昏庸腐败和尔虞我诈的党派斗争。《鼠狱说》以大老鼠和看守国家粮仓的司库神比喻挥霍国家财产、中饱私囊的贪官污吏和昏庸无能的封建官僚。:804-811:232-235:98-105
林悌留有《元帅泰》、《蚕岭闽亭》、《驿楼》、《峡民》、《无语别》等汉文诗作品。:232